# Forças Armadas do Sri Lanka

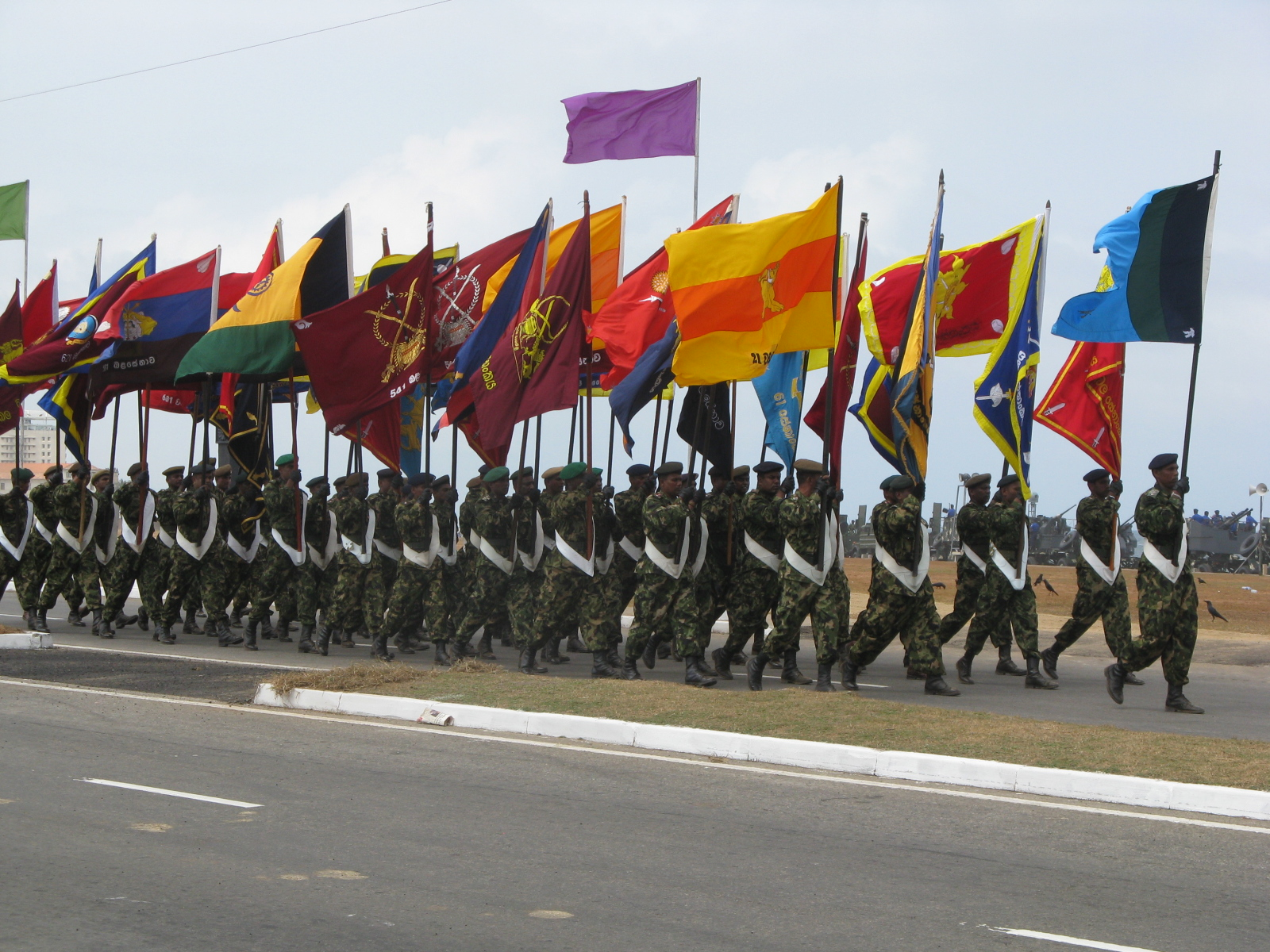
Soldados segurando bandeiras das forças armadas do Sri Lanka.

As Forças Armadas do Sri Lanka são os serviços militares do Sri Lanka, estabelecidas após a independência do país do Reino Unido. O comandante-em-chefe das forças armadas nacionais é o presidente. Embora tenha sido fundada apenas na metade do século XX, suas origens remontam à colonização britânica da ilha.

## História
No início da década de 80, as forças armadas do país se mobilizaram contra uma insurgência tâmil no nordeste do país. Este foi o começo da guerra civil do Sri Lanka, fazendo com que o número de pessoal ativo crescesse rapidamente. Em meados dos anos 80, o exército começa a fazer incursões militares a fim de combater a tropa dos Tigres de Libertação do Tamil Eelam.
Em 1994, um breve cessar-fogo foi instituído e diálogos sobre a paz começaram a ser discutidos no país, porém o cessar-fogo terminou quando os Tigres de Libertação Tâmil atacaram bases de navios de guerra, causando o prolongamento da guerra civil e uma ofensiva organizada por parte do governo seri-lanquês para combater o secessionismo. A Marinha e a Aeronáutica do país foram aprimoradas como nunca havia se visto antes.

## Século XXI

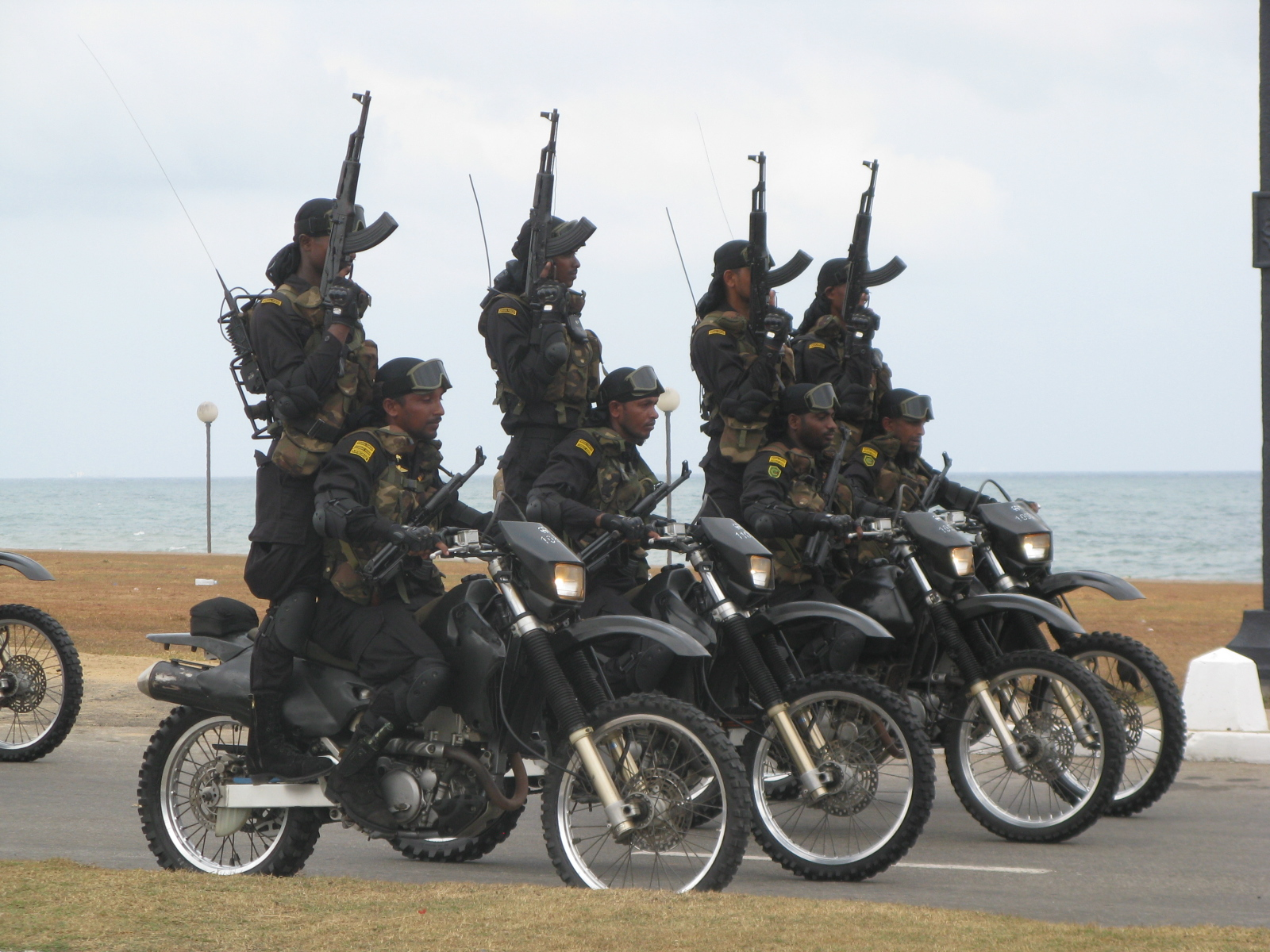
Tropas especiais cingalesas.

Em 2002, um novo cessar-fogo foi estabelecido com a mediação da Noruega e conversas sobre a paz começaram a ser avaliadas. Foi criada a Missão de Monitoramento do Sri Lanka, encarregada de fazer cumprir o cessar-fogo e obteve eficácia nas suas ações até a recusa dos grupos separatistas em participar das conferências internacionais para o fim da guerra. Durante este período, a Missão de Monitoramento relatou diversos crimes de guerra cometidos pelos grupos armados de independência, como recrutamento de crianças, tortura, sequestro, disparo de armas, sabotagem, porte de armas em áreas controladas pelo governo, tráfico de armas, munições e equipamento militar, negação de acesso a famílias de detidos e obstrução de monitores de trégua.
Algumas reformas estruturais na guarda nacional começaram quando o primeiro-ministro propôs a modernização das forças armadas através da reestruturação do comando de forma que o exército se tornasse mais responsivo para o controle civil.

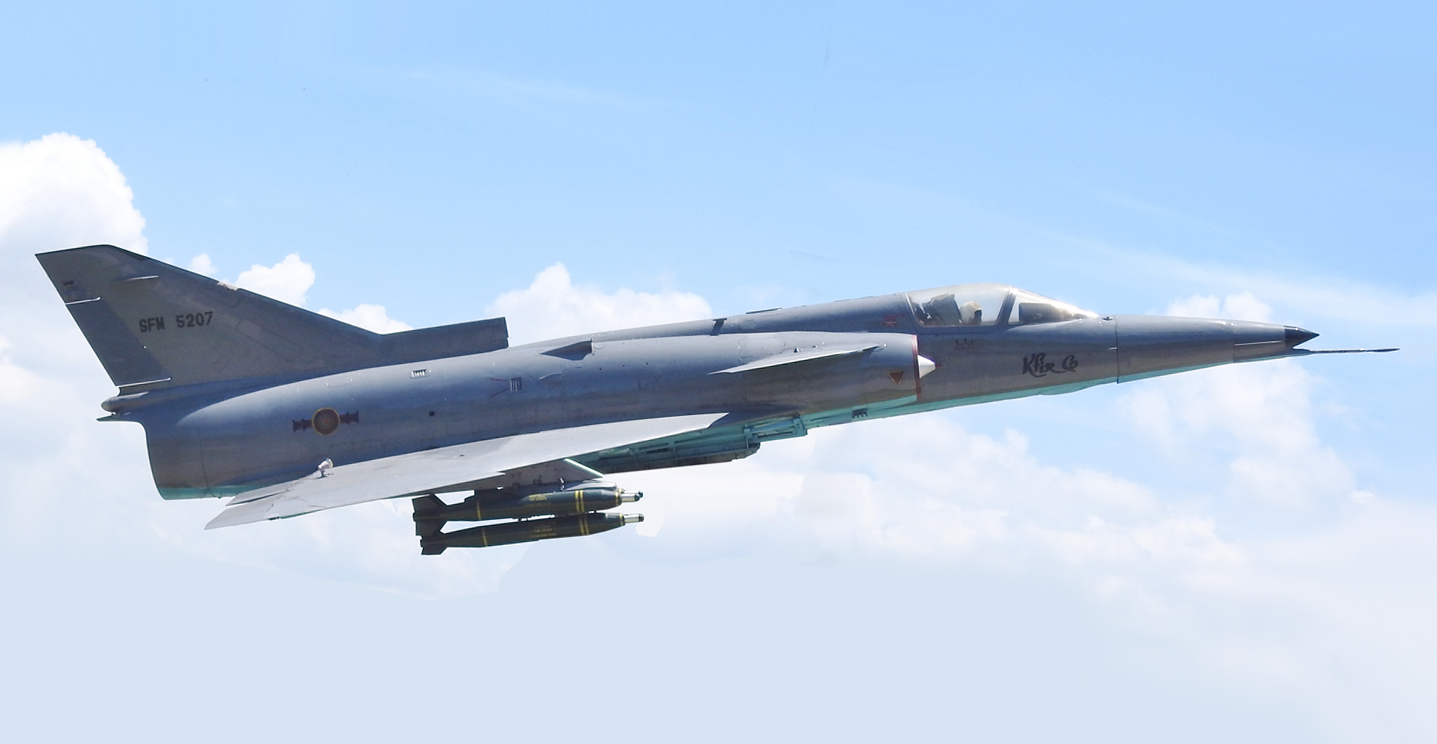
Um caça IAI Kfir cingalês.

Em 2017, o governo seri-lanquês mobilizou cerca de 10 mil pessoas e equipamento para ajuda e resgate às vítimas das enchentes do Sri Lanka em 2017. Essa foi a maior mobilização militar durante os tempos de paz.

## Incidentes no litoral seri-lanquês
A pesca ilegal aumenta apesar de as forças navais indiana e seri-lanquesa patrulharem os 463 quilômetros de água que separam os dois países. Barcos pesqueiros indianos chegam inclusive às orientais cidades cingalesas de Triquinimale e Mulaittivu, a mais de 300 quilômetros da costa indiana. O diretor-geral do Departamento de Pesca e Recursos Aquáticos do Sri Lanka, Nimal Hettiarchchi, disse à IPS que as autoridades dos dois países buscam soluções para o problema.
"Não cremos que um controle maior seja a resposta. Temos que encontrar uma solução viável para apoiar os pescadores dos dois lados", disse Heittiarchchi, acrescentando que continuam as discussões em nível ministerial e no de uma comissão conjunta sobre a pesca criada em 2011. Bavinck afirmou que a solução passa por um compromisso mútuo. "É preciso reduzir a frota de barcos de arrasto da Índia, para que correspondam à capacidade das águas desse país. Este é um processo complexo", disse Heittiarchchi. Para Bavinck, "a frota de barcos indianos não tem outro lugar para ir, a não ser as águas de Sri Lanka".
No momento prevalece a paz. Pescadores cingaleses disseram à IPS que procuram não provocar os indianos. "Nos recomendaram deixar que pesquem e voltarmos. Inclusive a marinha parece estar fazendo isso", disse Douglas Paul, dono de barcos no porto de Pont Pedro.